# Moelwyn Bach
Moelwyn Bach är ett berg i Storbritannien.   Det ligger i kommunen Gwynedd och riksdelen Wales, i den södra delen av landet, 300 km nordväst om huvudstaden London. Toppen på Moelwyn Bach är 710 meter över havet.
Terrängen runt Moelwyn Bach är huvudsakligen kuperad, men åt sydväst är den platt.Runt Moelwyn Bach är det ganska glesbefolkat, med 45 invånare per kvadratkilometer. Närmaste större samhälle är Blaenau-Ffestiniog, 5,2 km nordost om Moelwyn Bach. Trakten runt Moelwyn Bach består i huvudsak av gräsmarker.